# Sanghäran
Sanghäran är ett skär i Åland (Finland). Det ligger i Skärgårdshavet och i kommunen Kökar i landskapet Åland, i den sydvästra delen av landet. Ön ligger omkring 63 kilometer öster om Mariehamn och omkring 220 kilometer väster om Helsingfors.
Öns area är 1,4 hektar och dess största längd är 150 meter i nord-sydlig riktning. Trakten är glest befolkad. Närmaste större samhälle är Kökar, 8,8 km norr om Sanghäran.